# Erythrina tahitensis
Erythrina tahitensis là một loài rau đậu thuộc họ Fabaceae đặc hữu của Polynésie thuộc Pháp.